# Trancanil
En náutica, el Trancanil es el madero fuerte que de proa a popa por una y otra banda une las cubiertas con el costado, y en lugar de estar vaciado a escuadra en la línea de intersección del plano de aquellas con el de este, forma un canal que además de permitirle o dejarle mayor espesor en dicha parte y de hermosear la vista de toda la obra, facilita la corriente de las aguas hacia los imbornales que en él se taladran. (fr. Gutiére; ing. Waterway; it. Trancanilo).

## Descripción
Es la zona de unión entre la traca cinta —última traca superior del forro exterior del casco y la cubierta principal. Por su parte baja el entremiches lo separa del durmiente. Por su parte alta podía soportar el sobretrancanil.
En algún tipo de construcción antigua se favorecía la existencia de un desnivel para facilitar el escurrimiento de las aguas de la cubierta, en especial en buques de pasajeros con alto tránsito (ver el detalle de la fotografía). El agua atrapada en el trancanil desaguaba a través de imbornales al exterior.

## Referencias

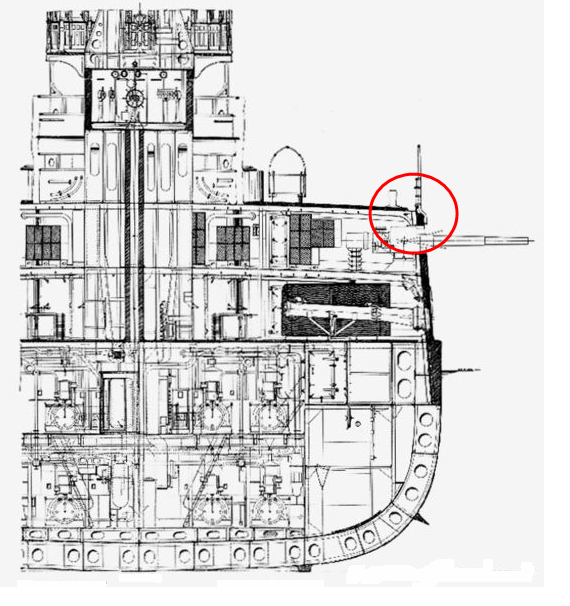
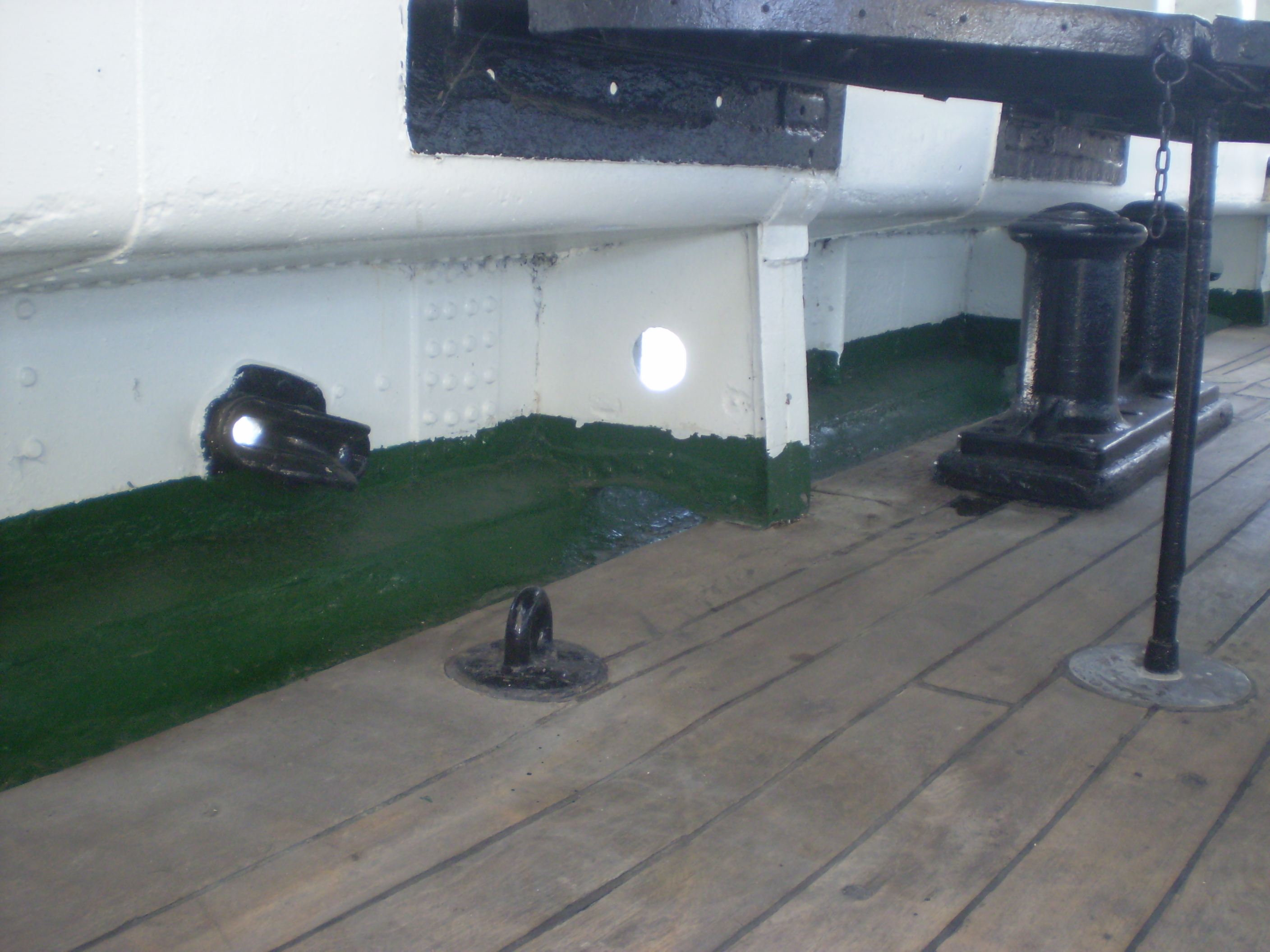